# 徐家匯駅
徐家匯駅（じょかわい-えき、じょかかい-えき）は、中華人民共和国上海市徐匯区徐家匯にある、上海軌道交通（地下鉄）の駅。
1号線、9号線、11号線の3路線が乗り入れる。

## 歴史
- 1993年5月28日 - 1号線開通と共に開業。
- 2009年12月31日 - 9号線の駅が開業し当駅に接続。乗換駅となる。ただし、両線の乗り換え通路は工事が難航し開通せず。完成まで地上乗り換えを強いられた[1]。
- 2010年4月7日 - 1号線と9号線の乗り換え通路が完成[2]。長さ約200m、所要時間約4分。
- 2013年8月31日 - 11号線の駅が開業。

## 駅構造
1号線・9号線・11号線全て地下駅。地下の駅施設は港匯恒隆広場を囲うように位置する。プラットホームは1号線・9号線・11号線全て島式1面2線を有しており、フルハイトタイプのホームドアを完備している。
1号線は港匯恒隆広場の南東側、漕渓北路の地下にある、北京都市建設設計研究所によって設計された駅である。地下2階がコンコース階、地下3階がホーム階である。コンコース階の北西側に9号線と11号線の乗り換え通路がある。
9号線は港匯恒隆広場の北側に位置する。地下1階がコンコース階、地下2階がホーム階である。コンコース階の西側に1号線との乗り換え通路、ホーム階の東側に11号線との乗り換え通路がある。
11号線は港匯恒隆広場の西側に位置する。地下1階がコンコース階、地下3階がホーム階である。両階の高低差は18mあり、4基のエスカレーター、1基のエレベーターで結ばれている。ホーム階北側に9号線との乗り換え通路がある。
合計20箇所の出入口があり、上海軌道交通の駅としては数が最大である。

### のりば
※全ての路線において案内上ののりば番号は設定されていない。
| 番線                    | 路線   | 行先                             | 備考 |
| ----------------------- | ------ | -------------------------------- | ---- |
| 1号線ホーム（地下3階）  |        |                                  |      |
| 南方面                  | 1号線  | 上海体育館・上海南・莘荘方面     |      |
| 北方面                  | 1号線  | 人民広場・上海火車駅・富錦路方面 |      |
| 9号線ホーム（地下2階）  |        |                                  |      |
| 西方面                  | 9号線  | 宜山路・松江大学城・松江南方面   |      |
| 東方面                  | 9号線  | 打浦橋・世紀大道・曹路方面       |      |
| 11号線ホーム（地下4階） |        |                                  |      |
| 北西方面                | 11号線 | 江蘇路・嘉定北・花橋方面         |      |
| 南東方面                | 11号線 | 竜華・東方体育中心・迪士尼方面   |      |

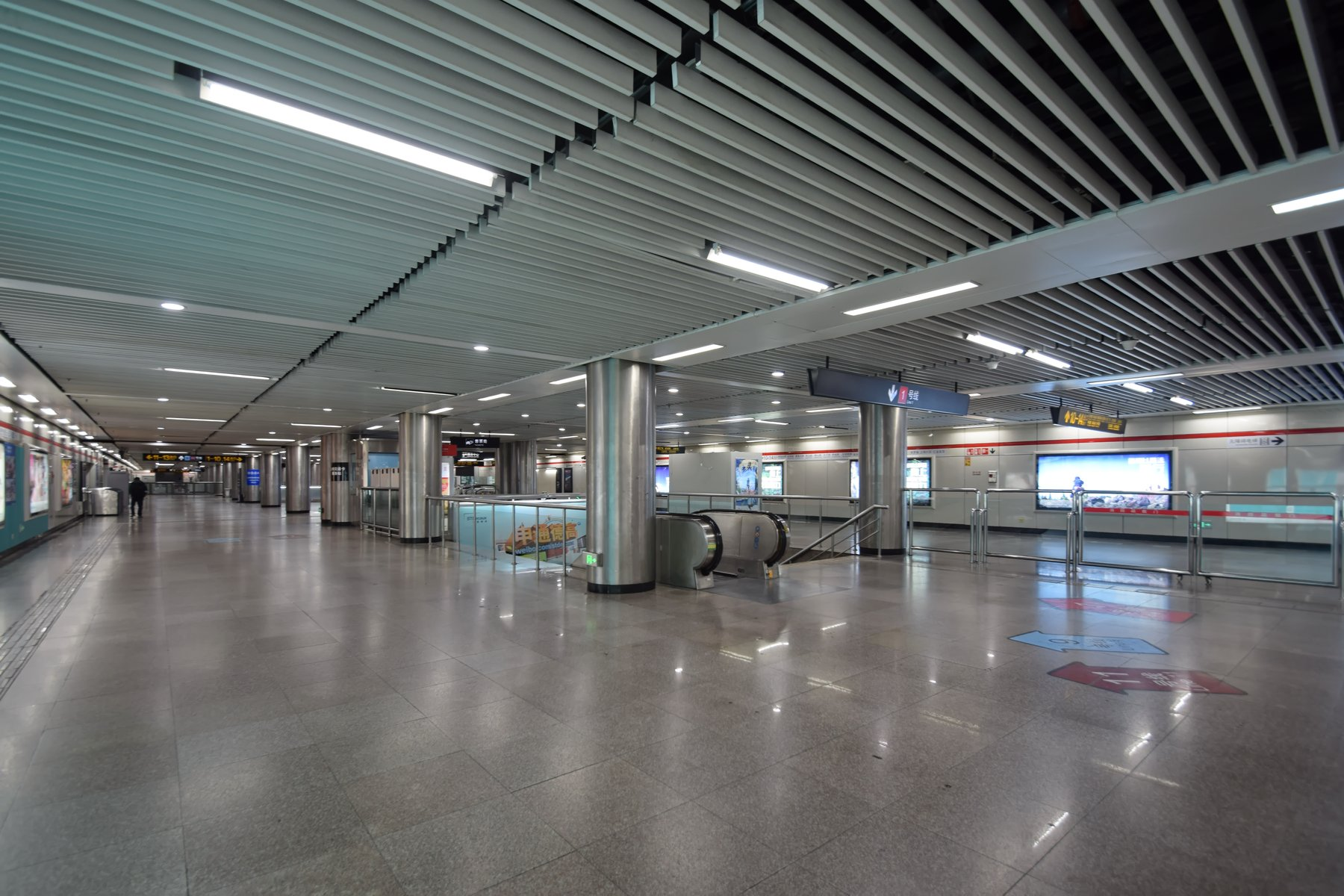
1号線コンコース
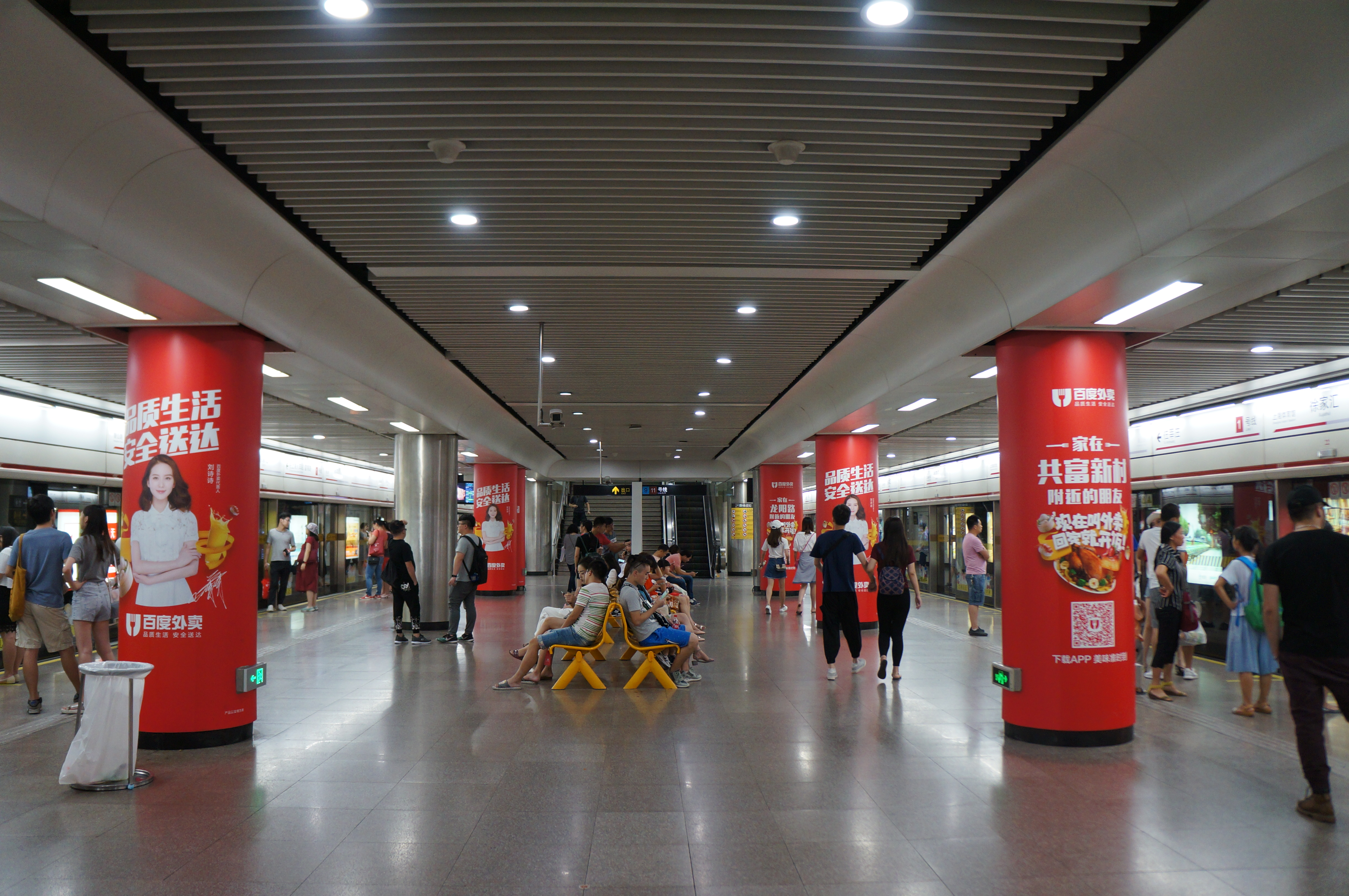
1号線ホーム
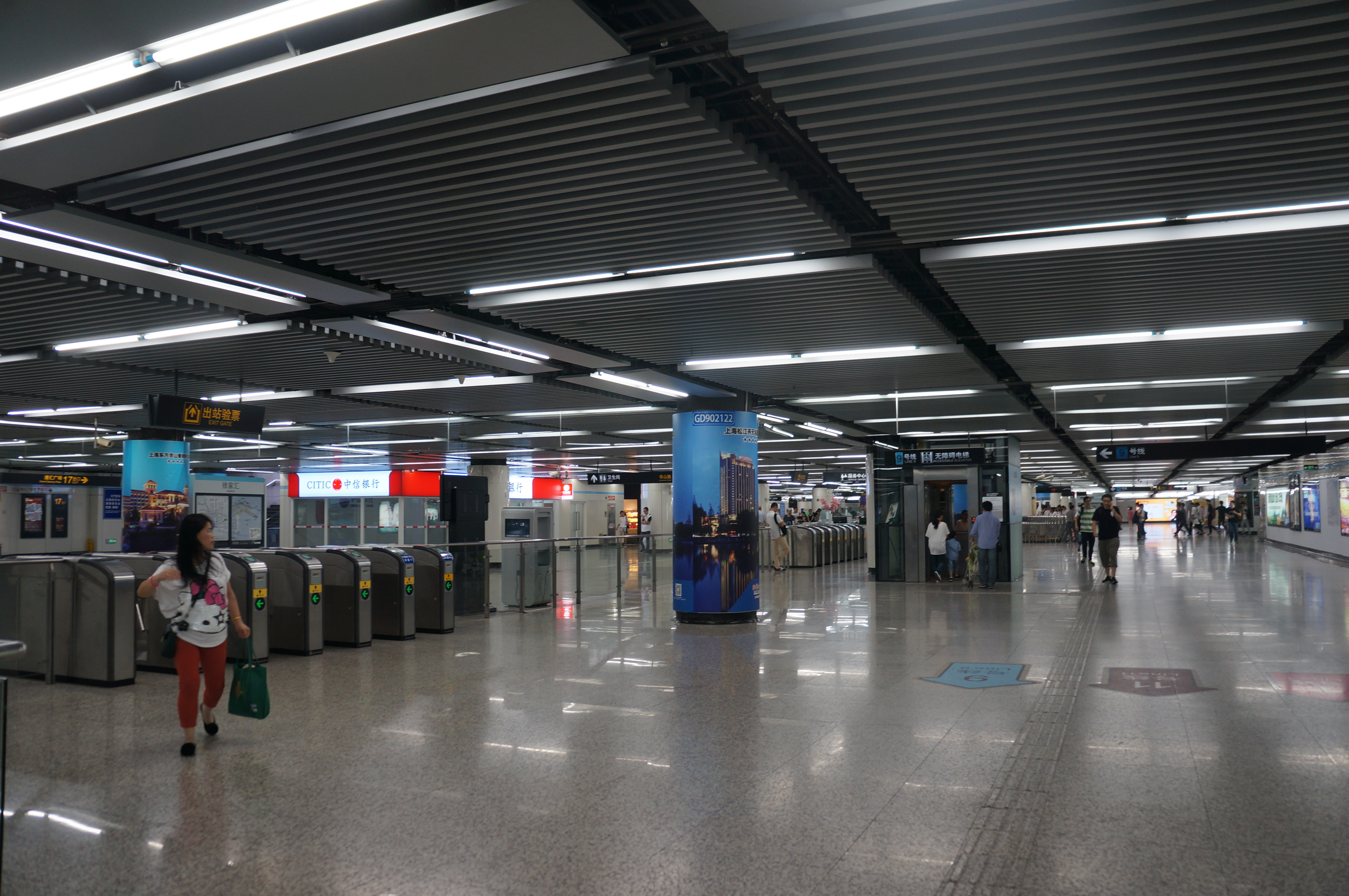
9号線コンコース
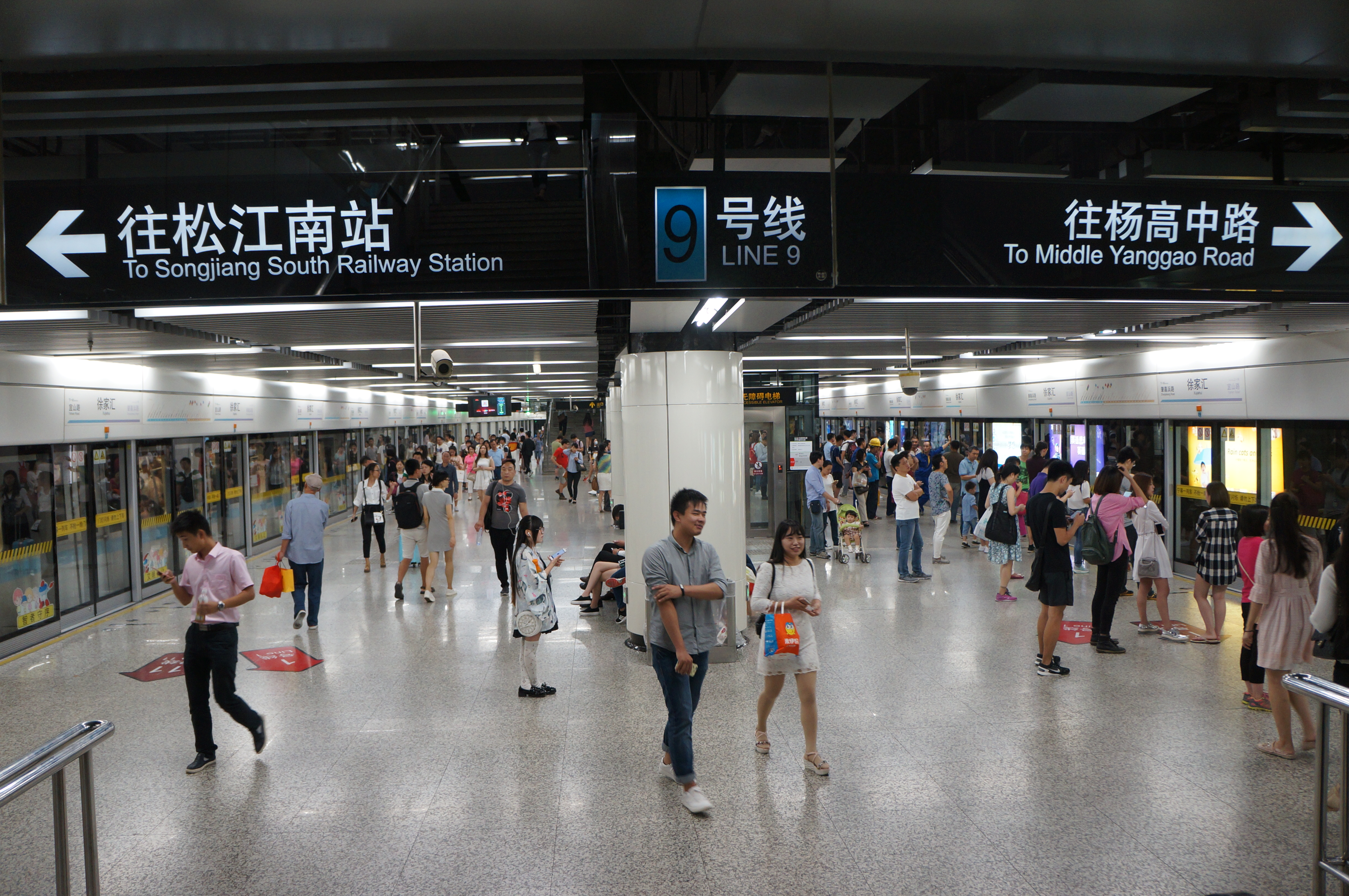
9号線ホーム
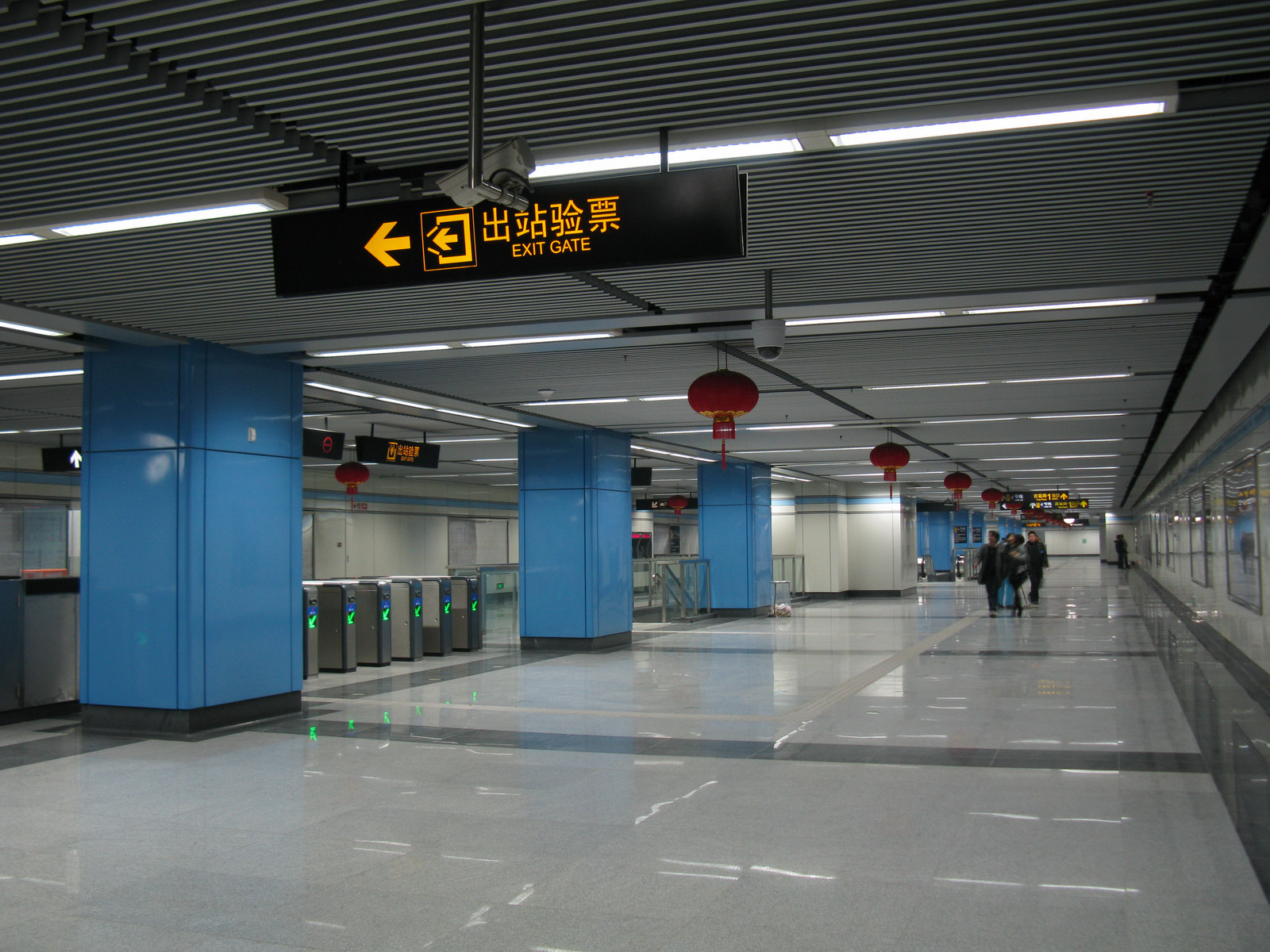
11号線コンコース
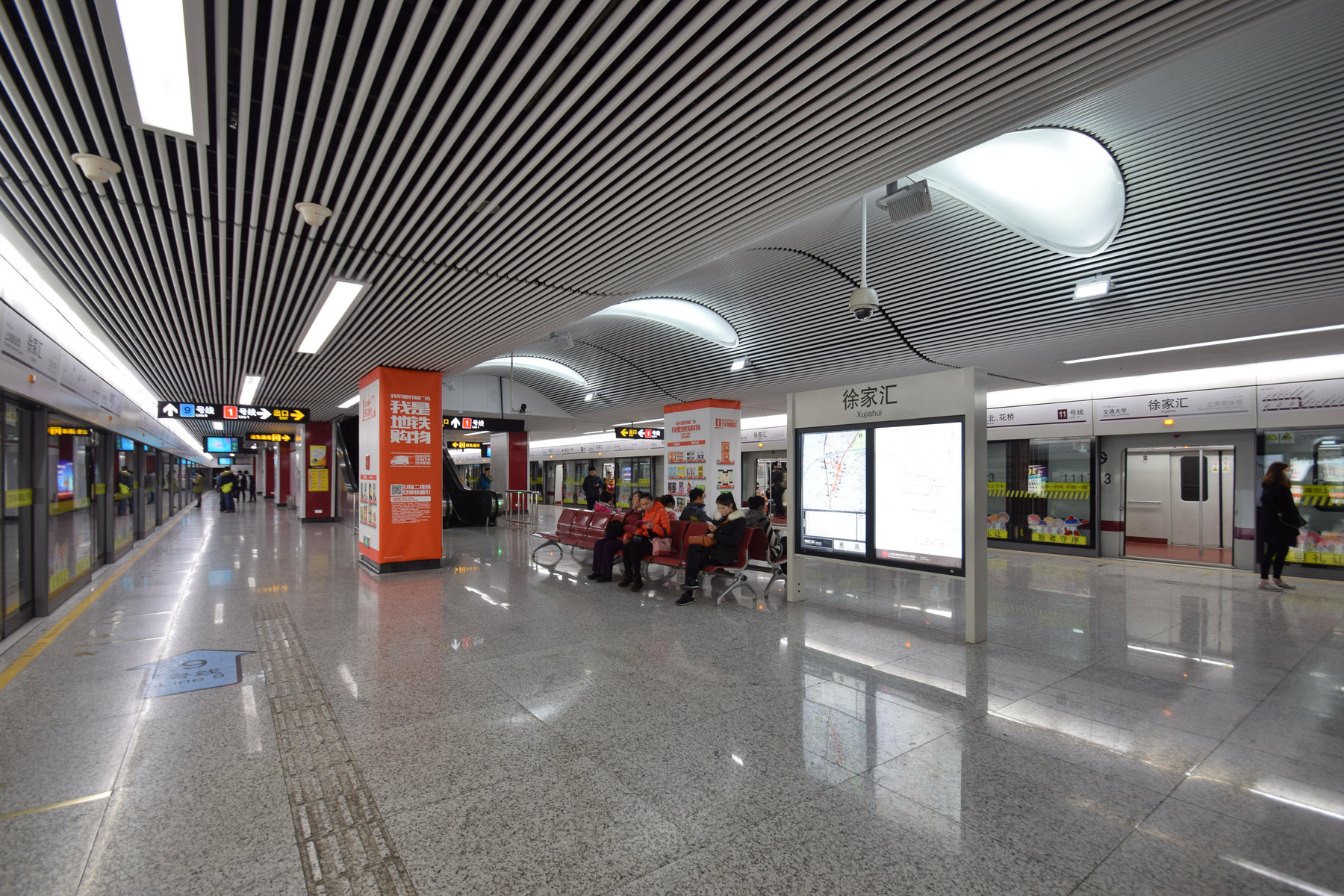
11号線ホーム

## 駅周辺
- 上海交通大学徐匯校区
- 徐家匯天主教堂
- 太平洋数碼広場（中国語版）
- 百腦匯（中国語版）
- 美羅城（METRO city）
- 港匯恒隆広場
- 上海美知中国語学校
- 上海市徐匯中学（中国語版）
- 上海市第四中学（中国語版）

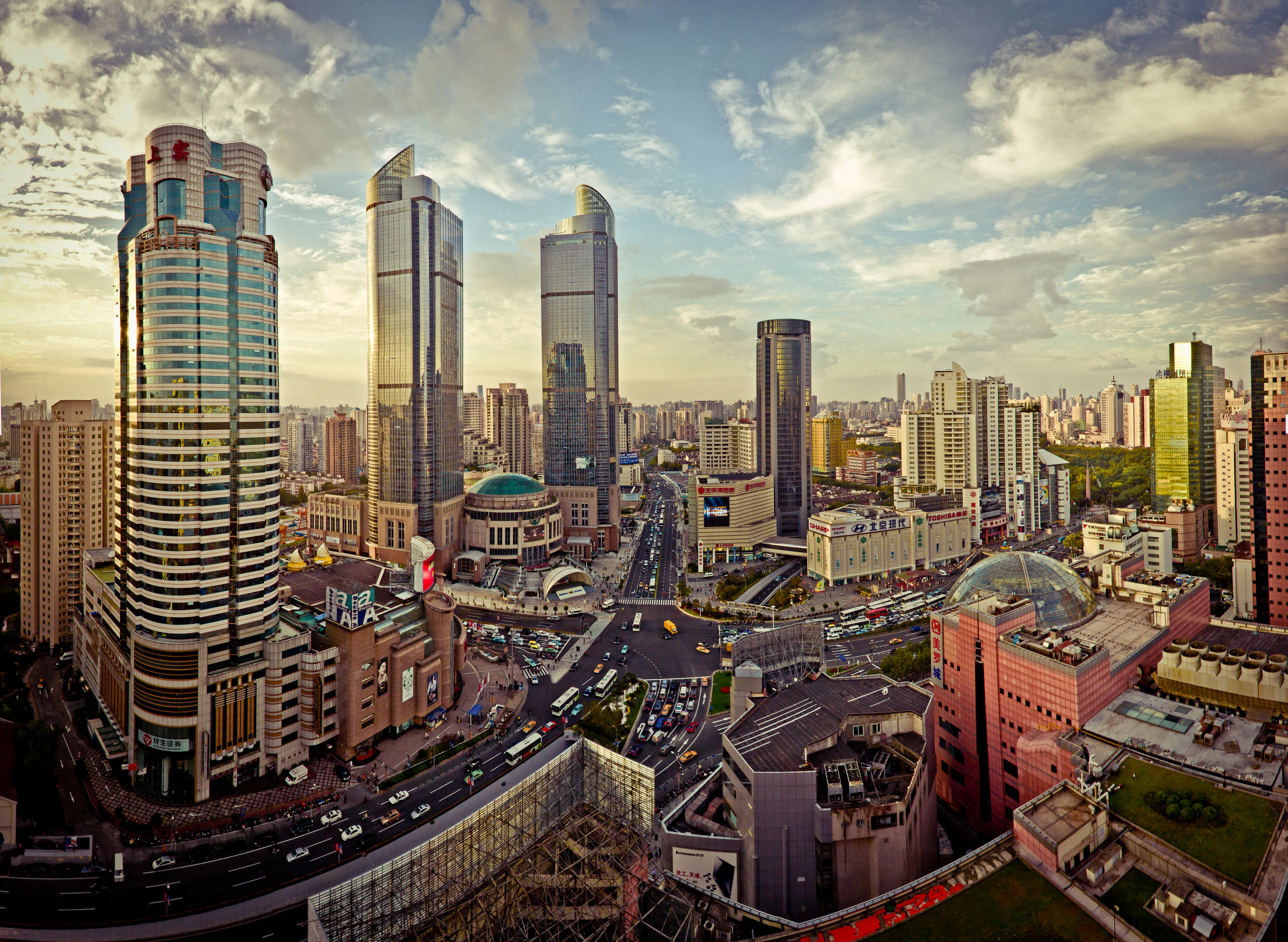
徐家匯の街並み全景

- 中国福利会国際和平児幼保健院（中国語版）
- 徐家匯公園（中国語版）
- 徐家匯観象台（中国語版）

## バス路線
15、42、43、43区間、50、56、72、93、122、171、178大站、205、303、320、548、572、703、703B、704、712、732、770、816、820、824、830、855、920、923、926、927、956、957、958、985、隧道二線、大橋六線、大桥六線区間、徐川専線、徐閔線、機場三線

## 隣の駅
上海軌道交通
 1号線
上海体育館駅 - 徐家匯駅 - 衡山路駅
 9号線
宜山路駅 - 徐家匯駅 - 肇嘉浜路駅
 11号線
上海遊泳館駅 - 徐家匯駅 - 交通大学駅